# Doc Adams
Pour les articles homonymes, voir Adams.
 (février 2020).
Le contenu est difficilement compréhensible vu les erreurs de traduction, qui sont peut-être dues à l'utilisation d'un logiciel de traduction automatique.
Daniel Lucius « Doc » Adams (né le 1er novembre 1814 et mort le 3 janvier 1899) était un joueur et responsable de baseball américain qui est considéré par les historiens comme une figure importante des premières années de ce sport. Pendant la majeure partie de sa carrière, il a été membre des Knickerbockers de New York. Il a d'abord joué pour le New York Base Ball Club en 1840 et a commencé sa carrière de Knickerbockers cinq ans plus tard, continuant à jouer pour le club à plus de quarante ans et à participer à des matchs d'entraînement inter-équipes et contre des équipes adverses. Les chercheurs ont appelé Adams le créateur de la position d'arrêt-court, qu'il utilisait pour effectuer des lancers courts des joueurs de champ. En plus de sa carrière de joueur, Adams a fabriqué des balles de baseball et supervisé la production de battes ; il a aussi parfois agi comme arbitre. 
Diplômé de l'Université Yale et de la Harvard Medical School, Adams a commencé à travailler dans le domaine médical à la fin des années 1830 et a pratiqué à New York pendant qu'il était membre des Knickerbockers. En 1865, il quitta la médecine et devint plus tard président de banque et membre de l'Assemblée législative du Connecticut. Il eut cinq enfants avec sa femme.

## Biographie
Né à Mont Vernon, dans le New Hampshire, le 1er novembre 1814, Adams était le quatrième des cinq enfants de Daniel et Nancy Adams. L'aîné Daniel Adams était médecin ; il a écrit un manuel de mathématique largement utilisé aux États-Unis du début au milieu des années 1800. Après avoir étudié à la Kimball Union Academy dans le New Hampshire de 1826 à 1828 et à l'Amherst, Mount Pleasant Classical Institution du Massachusetts, Adams a fréquenté trois universités de 1831 à 1838. Il a étudié deux ans à Amherst College,, puis à l'Université Yale, où il a eu son bachelor lors de son diplôme en 1835,. Nancy Adams, la sœur de Daniel, a indiqué dans une lettre du début des années 1830, qu'il commença à jouer avec les « battes et balles » à cette époque,.

### Carrière sportive
Selon l'historien du baseball John Thorn (en), 1839 est l'année où Adams est devenu joueur de baseball. Dans une interview de 1896 dans The Sporting News, Adams a déclaré : « Peu après mon arrivée à New York, j'ai commencé à jouer au baseball juste pour faire de l'exercice, avec un certain nombre d'autres jeunes médecins. » À partir de 1840, il était un joueur du New York Base Ball Club. Cette équipe avait été fondée en 1837, huit ans plus tôt que les Knickerbockers de New York , qui sont crédités dans plusieurs histoires du baseball comme les précurseurs de la version moderne du baseball. Adams a joué une première forme du jeu, mais Thorn écrit qu'il « comprenait que c'était du baseball, peu importe comment on l'appelait. »